# As (monnaie)
Pour les articles homonymes, voir As.
L'as (du latin æs, « bronze ») est une ancienne monnaie de bronze ou de cuivre de la Rome antique. Sa masse et son aspect ont considérablement évolué au fil des siècles.
Au début du IIIe siècle av. J.-C., on se sert de gros lingots de bronze (jusqu’à 5 livres romaines soit environ 1,6 kg), coulés sous forme rectangulaire, à l'effigie d'un bœuf ou d'un mouton (æs signatum). Peu maniable, l’æs signatum cesse d’être fabriqué au milieu du IIIe siècle.
À la même époque apparaît l’æs grave ou æs libralis (c'est-à-dire bronze d’une livre), coulé en forme ronde, avec une masse normalisée, en théorie car les variations de coulée d’un moulage à l’autre engendraient des écarts. Assez lourd à l’origine (une livre romaine soit environ 320 g), cet as est subdivisé en monnaies plus petites, distinguées par les marques sur les faces.

## L’as sous la République

### L'as unité de compte
Dans son histoire des débuts de la République romaine au Ve siècle av. J.-C., Tite-Live fait référence à l’as comme unité de compte dans les montants d’amendes : en 475 av. J.-C., une amende de 2 000 as frappe le consul sortant T. Menenius, en 455 av. J.-C., une amende énorme de 10 000 as est infligée au consul sortant Romilius, et de 15 000 as à son collègue Veturius. Une loi ignorée des annalistes et nommée tantôt lex Aternia, tantôt Tarpeia, date semble-t-il de 455 av. J.-C. et fixe les équivalences pour ces amendes à une brebis pour dix as et un bœuf pour cent as, permettant le passage des acquittements en têtes de bétail (pecunia) à ceux en poids de bronze.
Les auteurs latins ultérieurs confirment cet usage de l'as comme unité de compte pour le cens hiérarchisant la population romaine. Ces évaluations ne correspondent pas à une thésaurisation monétaire, mais sont des estimations de patrimoine familial faites par les censeurs. Les historiens romains faisaient remonter ces évaluations monétaires au règne de Servius Tullius, ce qui est considéré comme anachronique par les historiens modernes.

### Æs rude

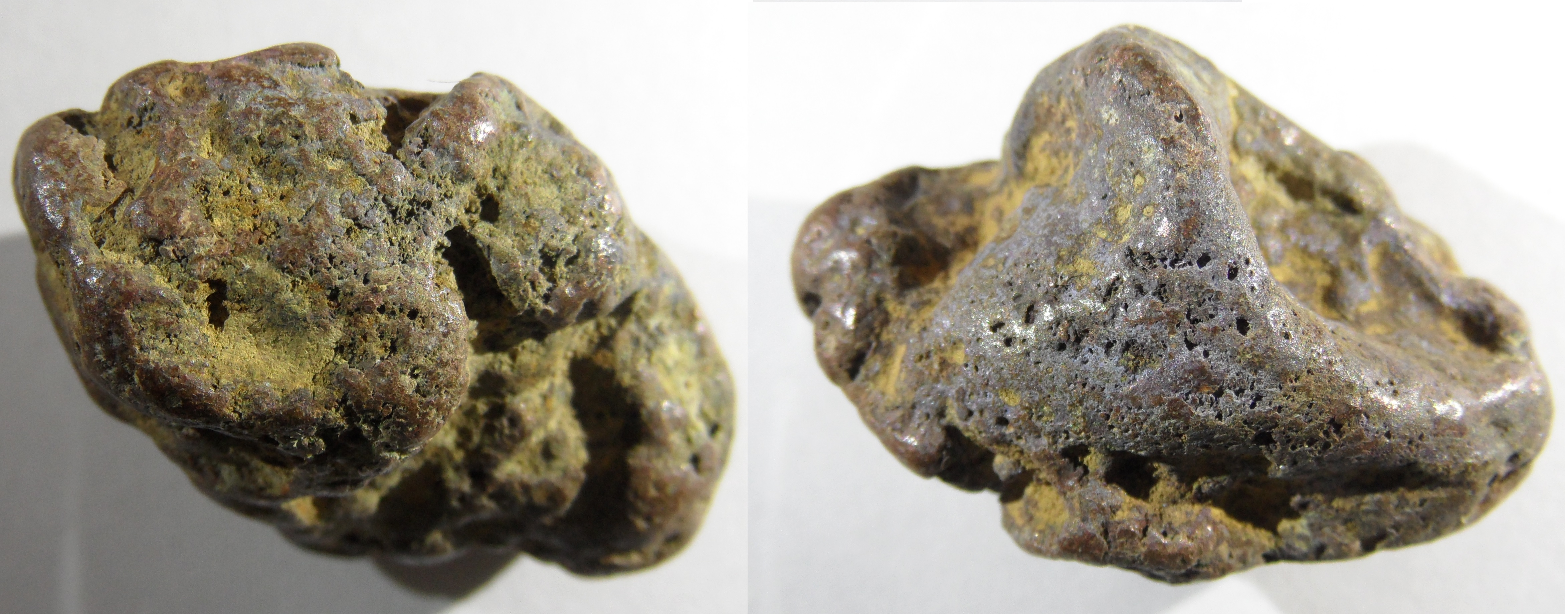
Aes rude, deux vues d'un morceau produit de la fusion du bronze (vers, Italie).

L'æs rude (bronze brut, non travaillé) est un morceau de bronze de forme irrégulière, considéré comme étant une pré-monnaie romaine : on ne peut parler de monnaie parce qu’il y manque ici les signes d’autorité.
Les populations d'Italie centrale, Rome et Étrurie comprises, utilisaient ce produit de la fusion du cuivre et de l'étain comme objet d'échange, métaux abondants sur leurs territoires, à la différence des cités grecques d'Italie du Sud et de Carthage, qui, elles, utilisaient l'argent métal.
Au début furent utilisées des morceaux de formes irrégulières, de diverses dimensions, directement issues de la fusion à l’état brut et sans aucune finition. Leur valeur était déterminée par la masse, qui n’était pas uniforme et variait de 0,5 kg  jusqu’à 3 kg. Vu leur masse, ces morceaux doivent être interprétés comme réservés à la thésaurisation plutôt qu'aux échanges au quotidien. Ils circulaient au centre de l’Italie, même si quelques-uns ont été découverts à Parme et Bologne. 
Étant données leurs variétés en termes de masse et de forme, ils semblent avoir été fabriqués au fur et à mesure des besoins. Les plus anciens morceaux retrouvés sont estimés datés du VIIe siècle av. J.-C. (âge du bronze tardif).

### Æs signatum

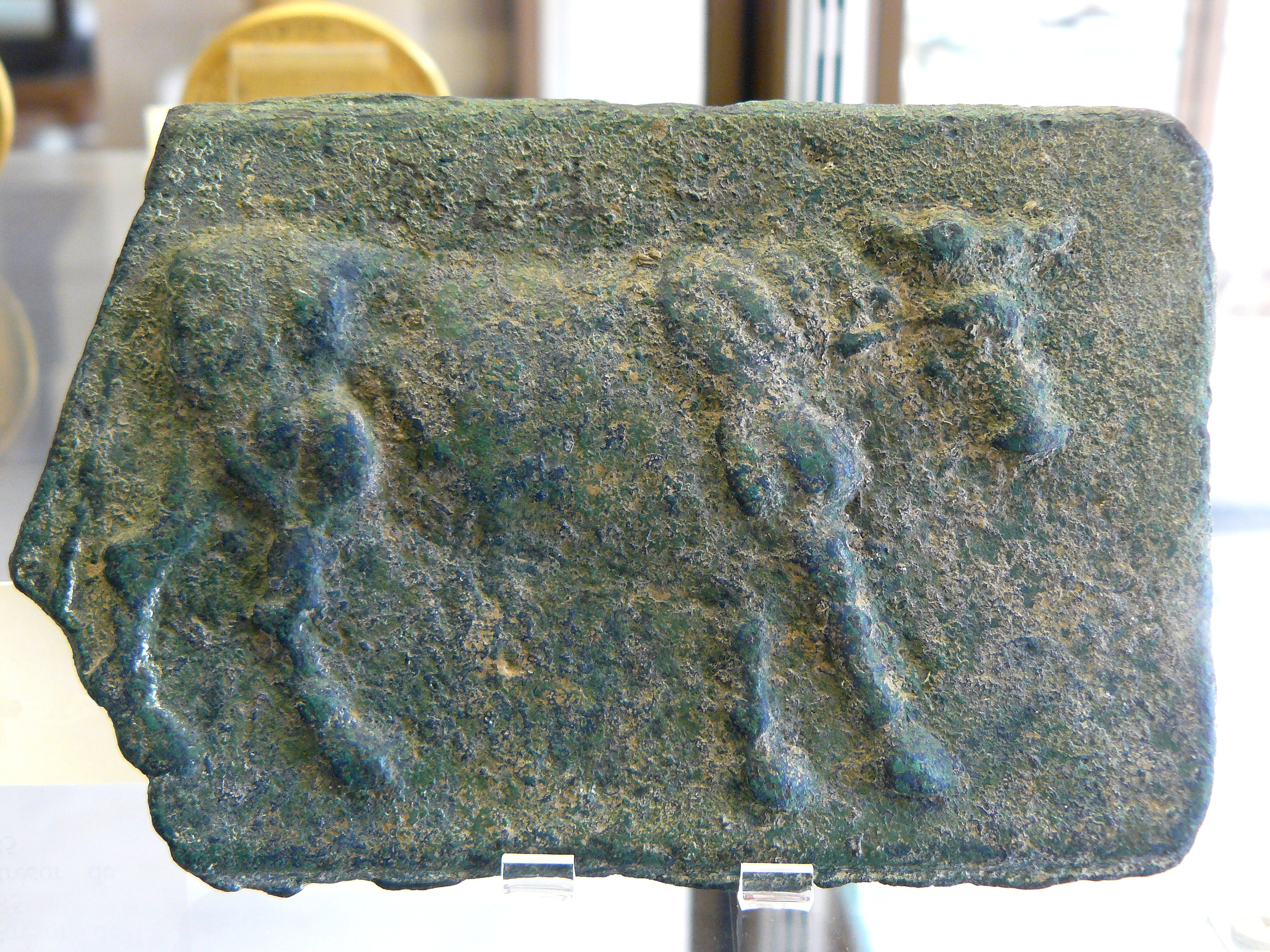
Æs signatum, face A, type Crawford RRC 5/1 - fin du IVe siècle ou début du - longueur environ 15 cm - environ 1,4 kg - Cabinet des médailles, Paris

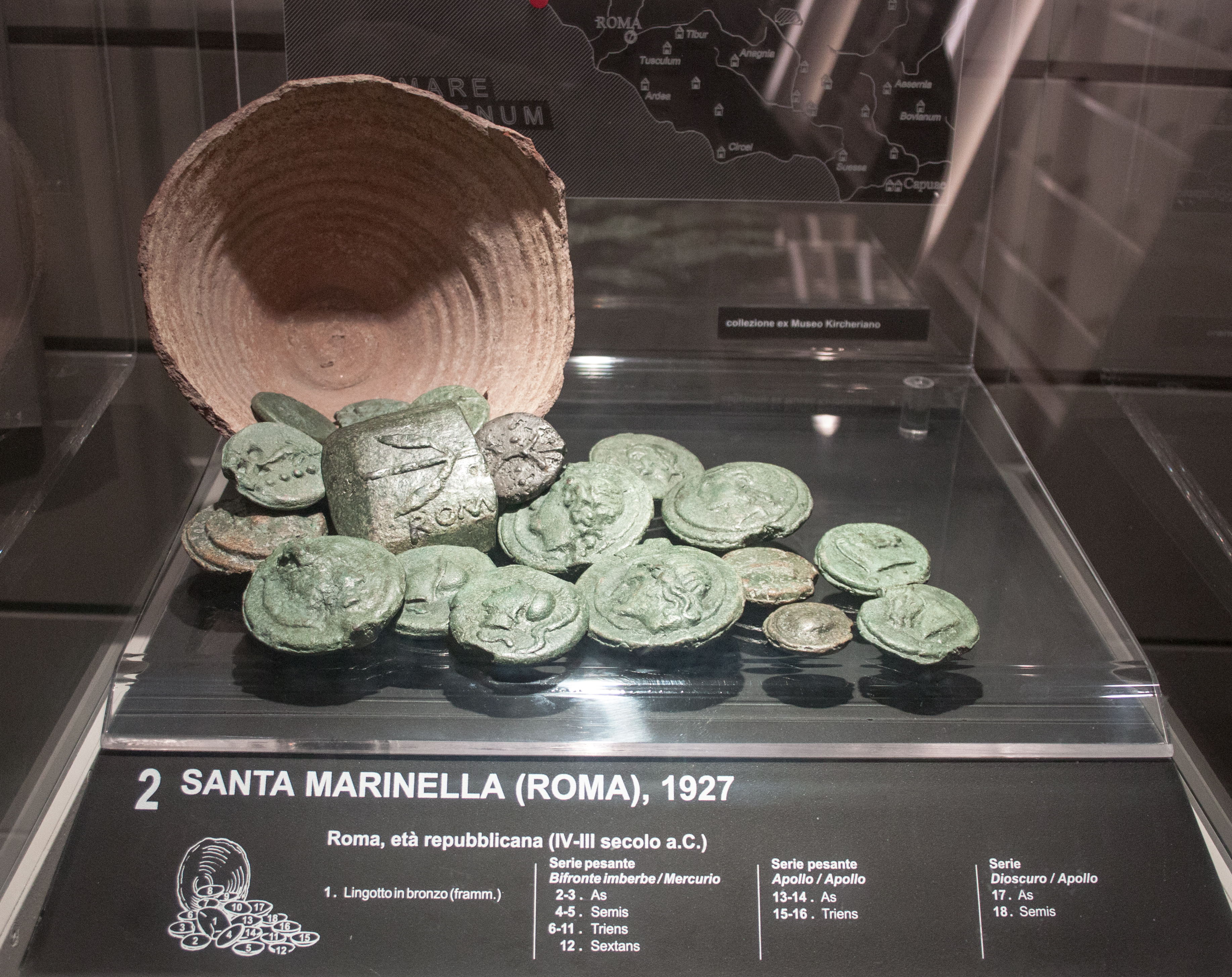
Trésor découvert en 1928 à Santa Marinella (Ombrie) : fragment de lingot marqué d'une branche, série d’as coulés (datation : -).

L’æs signatum, (en latin, bronze contresigné), est le terme que les archéologues et les numismates utilisent pour désigner des lingots de bronze coulé qui étaient utilisés en Italie centrale avant l’émission de l'æs grave.
Vers la fin du VIe siècle av. J.-C., des empreintes en relief, dont la plus connue est le « rameau » (ramo secco), apparaissent sur les lingots, certainement pour les différencier d’autres types analogues ou pour en faciliter la découpe. Le motif est sculpté directement dans le moule, lequel est une pierre résistante à la chaleur née de la coulée en fusion. Des lingots présentant ce genre d’empreinte ont été découverts dans différents points d’Italie, Bologne, Parme, Marzabotto, Mantoue, en Ombrie et en Toscane. Un fragment de bronze marqué d'un rameau a été découvert dans un puits pour offrandes à côté du temple de Déméter à Bitalemi près de Gela en Sicile, et d’après la stratigraphie, a été daté de 560-540 av. J.-C. D’autres empreintes adoptées sont l’arête de poisson ou une étoile à huit pointes.[réf. incomplète]
La datation de l’æs signatum est problématique et approximative. La tradition romaine qui fait remonter le marquage des bronzes au roi Servius Tullius soit au VIe siècle av. J.-C. a largement été mise en doute, au profit d'une datation à la fin du IVe siècle av. J.-C. ou dans la première moitié du IIIe siècle av. J.-C. selon Crawford. Toutefois, l'interprétation comme un æs signatum du fragment marqué trouvé dans le trésor de Bitalemi confirmerait l'attribution des premiers as marqués à Servius Tullius.
En général, il s’agit de pièces de bronze coulées dans un moule en pierre, de forme approximativement parallélépipédique, dont les dimensions varient de 9 et 10 cm en hauteur et de 16 à 17 cm en largeur. Marquée sur une face pour les plus anciennes, puis sur les deux faces, elles présentent un poids d'environ 1,6 kg, ce que les chercheurs font correspondre à 5 livres romaines.
Les æs signatum n’avaient pas de poids régulier ni donc de valeur faciale précise, ces lingots, comme les æs rude, valaient ce qu’ils pesaient et pour cela, ils étaient « taillés » selon le besoin. Les lingots présentaient des figures, garantissant en principe la pureté du métal. Par exemple les couples : Aigle tenant un éclair sur une face et Pégase sur le revers, une épée et un fourreau, un éléphant et un porc. Ce dernier type a permis de dater le lingot de 275, année de la défaite de Pyrrhus Ier et du transfert à Rome, pour la première fois, de ces pachydermes, qui impressionnèrent le peuple. La présence du porc s'explique par le passage de Élien selon lequel ces animaux furent utilisés pour épouvanter les éléphants.
Les æs signatum furent remplacés par les æs grave, avec une période de recouvrement et cessèrent d'être fabriqués probablement vers le milieu du IIIe siècle av. J.-C..

### Æs graveouæs libralis

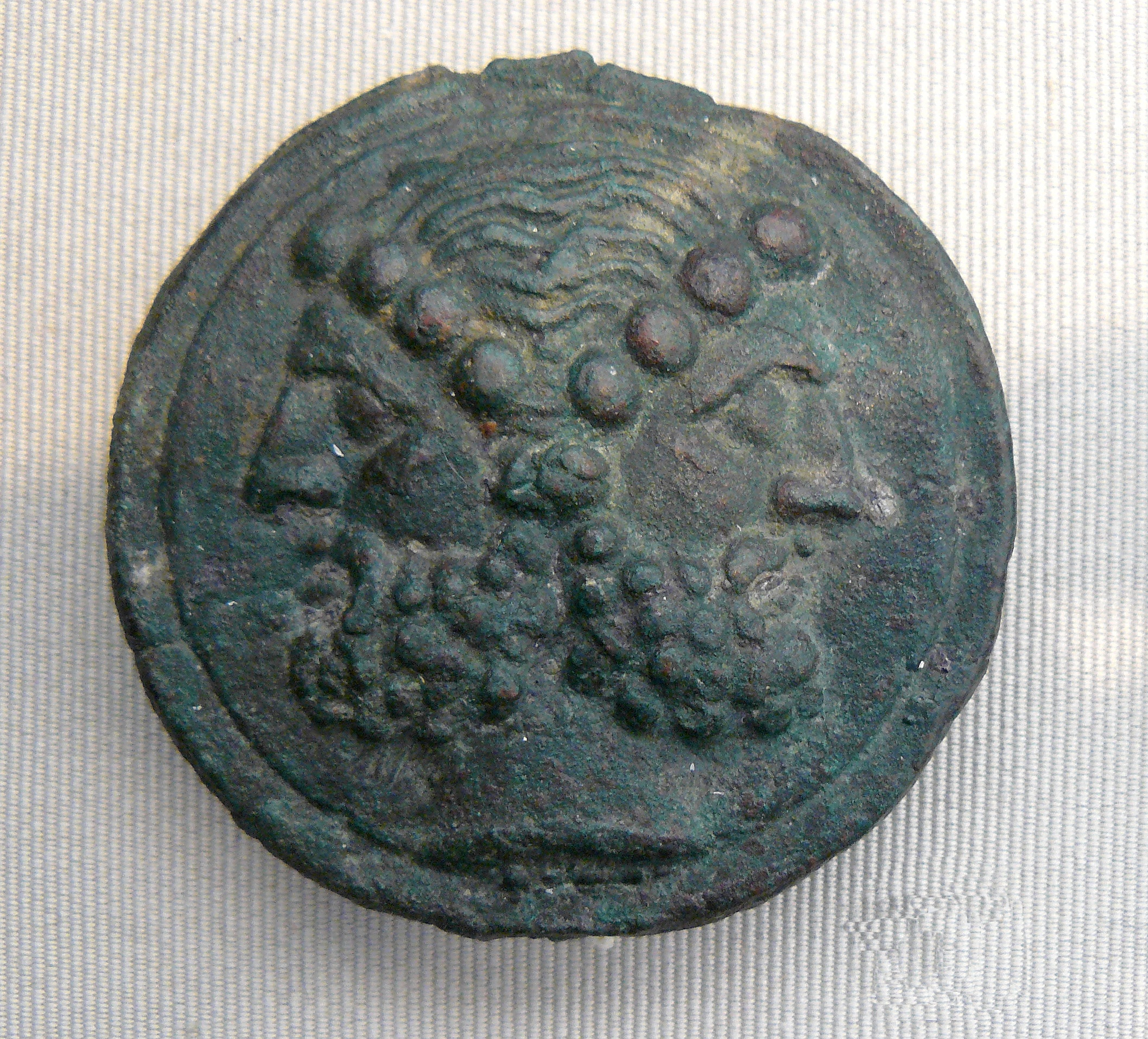
Aes grave, 254,64 g. Tête de Janus (recto) - Cabinet des Médailles, Paris

L'æs grave (ou graue, « bronze lourd ») est l'unité monétaire des premiers temps de la République romaine. C'est une monnaie coulée, en bronze, émise du IVe et IIIe siècle av. J.-C. en Italie centrale par diverses populations, et caractérisée par un signe indiquant la valeur. À Rome, ils circulent à la même période que l'aes signatum, probablement à partir de 289 av. J.-C., année de création du collège des tresviri monetales.
Dans les premières séries, un as pesait 320 gr environ, soit une livre romaine ou 12 onces, d'où son appellation æs libralis (du latin libra, livre), et la masse des sous-multiples était directement proportionnelle à leur valeur, un « semis » (qui valait 1/2 as), et ainsi de suite jusqu’à l’once, de la valeur de 1/12 d’as. Dans cette série, les monnaies étaient toutes coulées, et différenciées par le motif sur la face et le revers. Le tableau ci-dessous donne la série dérivée de l'æs libralis de 320 g environ, émise durant la période 290 à 250 environ,.
| Monnaie   | Valeur  | Marque | Motif face         | Motif revers                       |   |
| --------- | ------- | ------ | ------------------ | ---------------------------------- | - |
| As        | as      | \|     | tête de Janus      | tête de Mercure ou proue de trière | - |
| Semis     | ½ as    | S      | tête de Minerve    | tête de Vénus                      |   |
| Triens    | 1/3 as  | oooo   | foudre             | dauphin                            |   |
| Quadrans  | ¼ as    | ooo    | deux grains d'orge | main ouverte                       | - |
| Sextans   | 1/6 as  | oo     | coquillage         | caducée                            |   |
| Uncia     | 1/12 as | o      | osselet            | point                              | - |
| Semiuncia | 1/24 as | ∑ ou 𐆒 | grain de blé       | ∑                                  |   |

Une deuxième série d'æs grave :
| Monnaie  | Valeur  | Marque | Motif face     | Motif revers   |   |
| -------- | ------- | ------ | -------------- | -------------- | - |
| As       | as      | \|     | tête d'Apollon | tête d'Apollon |   |
| Semis    | ½ as    | S      | Pégase         | Pégase         |   |
| Triens   | 1/3 as  | oooo   | tête de cheval | tête cheval    | - |
| Quadrans | ¼ as    | ooo    | sanglier       | sanglier       |   |
| Sextans  | 1/6 as  | oo     | tête Dioscure  | tête Dioscure  | - |
| Uncia    | 1/12 as | o      | grain orge     | grain orge     | - |

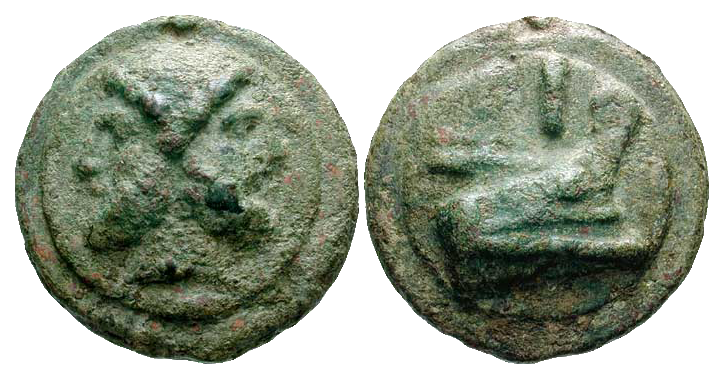
As grave (environ 240-225 av. J.-C.) Janus aux deux visages et proue de galère
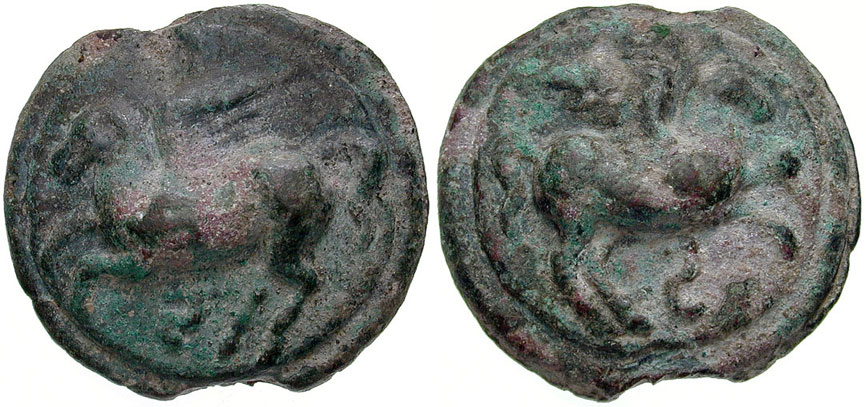
Semis Pégase sur les deux faces
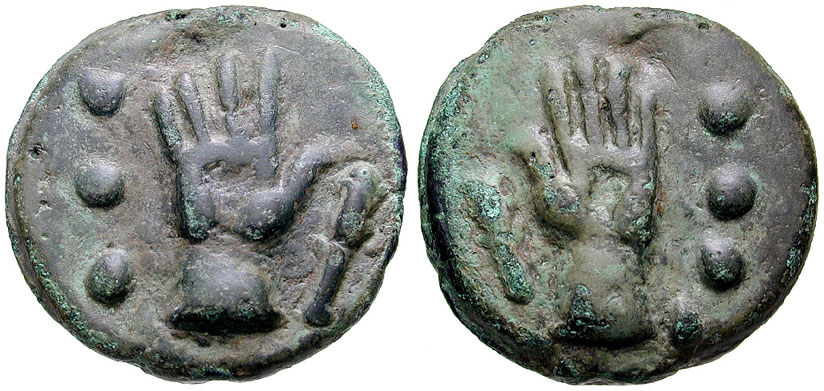
Quadrans. environ 230-226 av. J.-C. Main ouverte Poids 63,19 g Thurlow-Vecchi 26; Crawford 27/8

La masse de l'as passe vers - 250 de 12 à 10 onces soit 260 gr environ et ses sous-multiples connaissent une diminution proportionnelle, alors que les valeurs nominales restent inchangées. Des motifs différents permettent de distinguer les nouvelles séries.

### L'as frappé
La frappe au marteau de l'as commence au début du IIIe siècle, lors de la guerre contre Pyrrhus. La deuxième guerre punique voit l'apparition de deux monnaies romaines d'argent, le denier valant 10 as et le sesterce valant 2 as et demi, et provoque plusieurs dévaluations de l’as.
La masse théorique de l’as évolua ainsi durant la République, :
| Date     | Type            | Poids en onces | Poids en grammes |
| -------- | --------------- | -------------- | ---------------- |
| vers 300 | æs libralis     | 12 onces       | 320 g            |
| vers 250 | æs libralis     | 10 onces       | 270 g            |
| 217      | æs semilibralis | 6 onces        | 164 g            |
| 214      | æs quadrantalis | 3 onces        | 82 g             |
| 211      | æs sextantalis  | 2 onces        | 55 g             |
| 178-170  | æs uncialis     | 1 once         | 27 g             |
| 91       | æs semiuncialis | 1/2 once       | 14 g             |

Les dates sont approximatives et av. J.-C., et la chronologie de la période instable de l'as durant la deuxième guerre punique ne se retrouve pas d'un auteur à l'autre. Le tableau suit principalement Georges Depeyrot, spécialisé dans les questions numismatiques, le numismatique britannique Michael Crawford (en) considère l'as libral comme encore en vigueur en 220 av. J.-C., tandis que Marcel Le Glay situe l'as de 4 onces en 217 et d'une once en 211.
Les motifs sur la face permettaient de distinguer l’as et ses sous-multiples, tandis que tous les revers arboraient une proue de navire.
| Monnaie   | Valeur  | Motif face | Motif revers |
| --------- | ------- | ---------- | ------------ |
| Dupondius | 2 as    | Minerve    | Proue        |
| As        | as      | Janus      | Proue        |
| Semis     | ½ as    | Saturne    | Proue        |
| Triens    | 1/3 as  | Minerve    | Proue        |
| Quadrans  | ¼ as    | Hercule    | Proue        |
| Sextans   | 1/6 as  | Mercure    | Proue        |
| Uncia     | 1/12 as | Rome       | Proue        |
| Semiuncia | 1/24 as | Mercure    | Proue        |

Vers 145 av. J.-C., le rapport entre l'as et les monnaies d'argent fut modifié : 

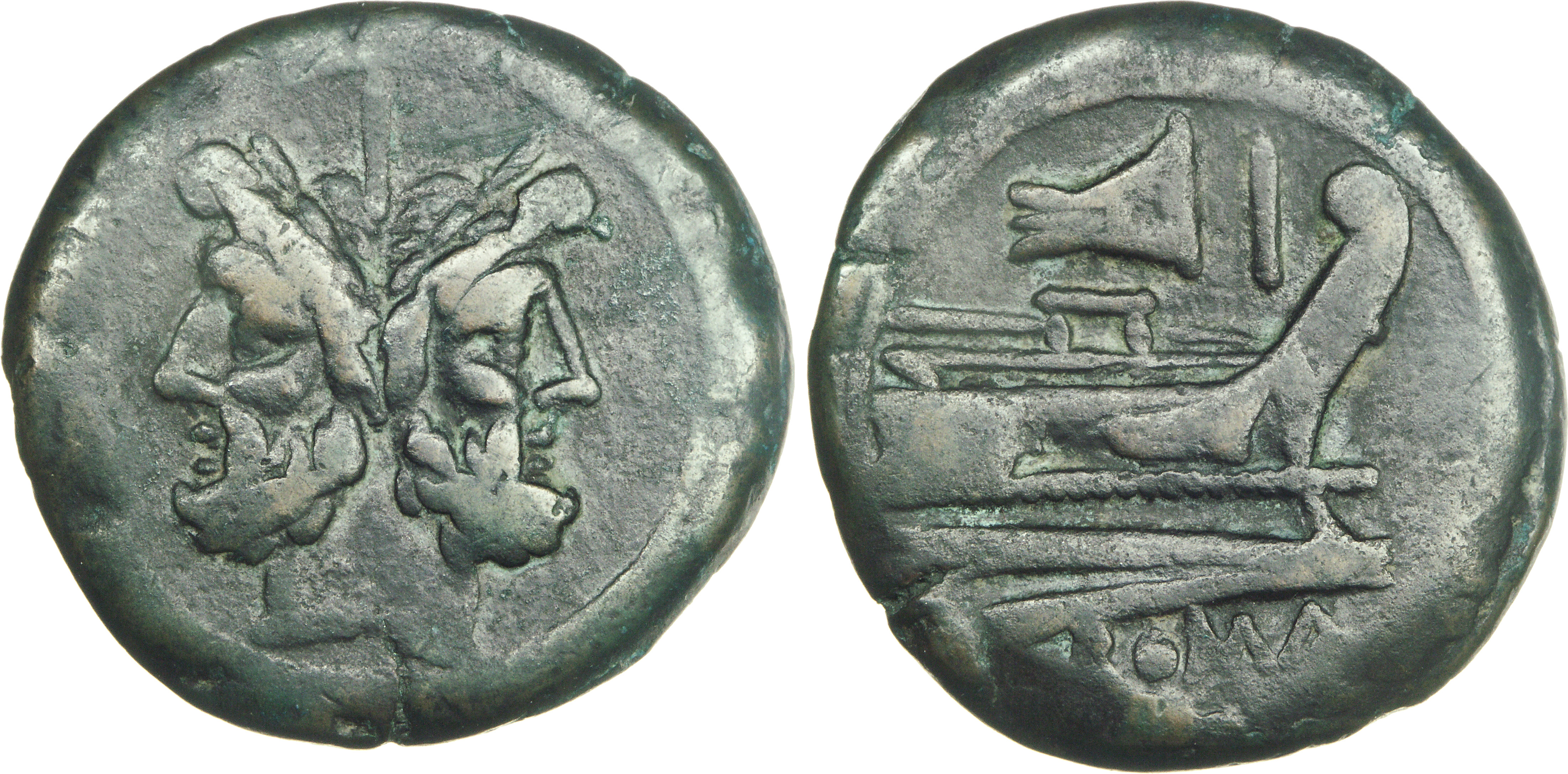
As frappé avec Janus bifrons ; au revers, ROMA, proue de galère, rostre et marque de valeur (trait vertical). Vers 206-195 AC

- le sesterce d'argent passa de 2 as et demi à 4 as
- le denier passa de 10 as à 16 as.

En 80 av. J.-C., l’atelier monétaire de Rome arrêta ses émissions de monnaies de bronze, as et ses sous-multiples, par pénurie de cuivre. L’as cessait d’être une unité de compte, au profit du sesterce. Le commerce international romain employait le denier d’argent, et pour les échanges locaux, les anciens ateliers de villes d’Orient et quelques ateliers régionaux en Espagne ou en Gaule couvraient les besoins de petites monnaies. Les as frappés avant 80 av. J.-C. restèrent en circulation jusqu’à l’empire.

## L’as sous l’Empire

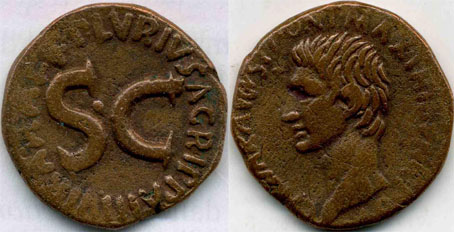
As frappé pour le troisième consulat de Marcus Vipsanius Agrippa (-27)

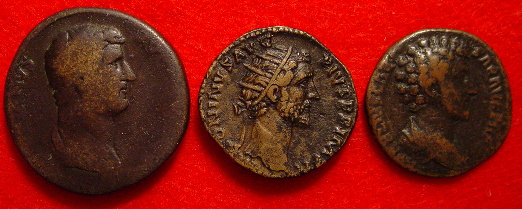
Sesterce d'Hadrien, dupondius d'Antonin le Pieux, as de Marc Aurèle.

Les guerres civiles firent réactiver la frappe romaine en bronze, par des ateliers locaux en divers points de l’empire, en Orient, en Espagne et en Narbonnaise, particulièrement à Nîmes. En 19 av. J.-C., Auguste réorganisa les émissions de façon cohérente et reprit la frappe de l’as dans les ateliers impériaux de Rome et de Lugdunum, avec les cotations suivantes :
- un denier d’argent = 16 as
- un sesterce en laiton de 25 g = 4 as
- un dupondius en laiton de 12,5 g = 2 as
- un as de 1/30e de livre de cuivre, soit 10,8 g
- un semis de 1/60e de livre de cuivre = ½ as
- un trians de 1/112 de livre de cuivre = 1/3 as.

Ce système reste en vigueur jusqu’au IIIe siècle. Néron dans sa réforme de 64 alterne pour les émissions d’as entre le laiton, métal dédié au sesterce, et le cuivre, mais l’on revient à l’as de cuivre après sa mort en 68.
Le sesterce et le denier prennent progressivement le pas sur l'as, qui disparaît de la composition des trésors de la période des Antonins .
La crise monétaire et économique du IIIe siècle mit fin aux émissions de monnaie de cuivre et de bronze.

## L’as sous le Bas Empire

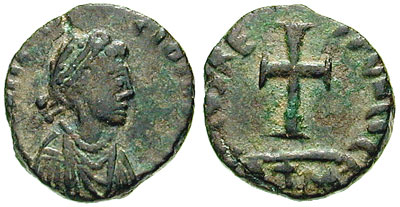
Æ4 de Galla Placidia, frappé vers 425-435. Diam. 12 mm, 1,14 g

Les émissions de bronze reprennent au moment des réformes de Dioclétien, vers 297, mais ses successeurs ne parviennent pas à créer un système stable. Les types de monnaies de bronze varient, et leur poids diminue, sans que l'on connaisse leur dénomination précise. Par convention et malgré le peu de ressemblance avec l'as des siècles précédents, les numismates désignent par æs 2, æs 3 et æs 4 les petites monnaies de bronze émises durant les règnes des Valentiniens et de Théodose Ier . La règle de dénomination est la suivante :
- Æs ou Æ1 : plus de 25 mm de diamètre
- Æs 2 ou Æ2 : entre 21 mm et 25 mm de diamètre
- Æs3 ou Æ3 : entre 17 mm et 21 mm de diamètre
- Æs4 ou Æ4 : moins de 17 mm de diamètre.

Deux trésors monétaires, l'un de 91 Æs4 et l'autre d'environ 700 Æs4, découverts dans le périmètre de Glanum, montrent la difficulté d'étude de ces monnaies : faible poids, allant de 1,9 g à 0,66 g, usure rendant illisible la titulature impériale dans la plupart des cas, avec néanmoins l'identification de Valentinien II, Théodose Ier, Arcadius, Honorius, Jean, types de revers définis sous Théodose et repris par ses successeurs ce qui gêne les classements chronologiques.

### Ouvrages numismatiques
Ouvrages anciens
- (en) Akerman John Yonge, A Manual of Roman Coins, Londres 1865. Lien vers l'ouvrage
- Ernest Babelon, Moneta in Mémoire de l'Académie des Inscriptions et des Belles-Lettres, Paris 1913. Lien vers l'ouvrage
- Henry Cohen, Description historique des monnaies frappées sous l'Empire romain, deuxième édition, Paris, 1880-1892. Lien vers l'ouvrage
- (en) Gnecchi Francesco, Roman Coins Elementary Manual, Londres 1903. Lien vers l'ouvrage
- (de) Imhoof-Blumer Friedrich, Porträtköpfe auf Römischen Münzen der Republik und der Kaiserzeit, Leipzig 1892. Lien vers l'ouvrage
- Theodor Mommsen, Histoire de la monnaie romaine, traduction par Le duc de Blacas, 1865, tome I, II, III et IV. Tome I Tome II Tome IV

Ouvrages modernes (après milieu du XXe siècle)
- Jean-Pierre Callu et Franco Panvini Rosati, « Le dépôt monétaire du Pozzarello (Bolsena) », Mélanges d'archéologie et d'histoire, t. 76,‎ 1964, p. 51-90 (lire en ligne).
- (en) Carol Humphrey Vivian Sutherland, « The symbolism of the early aes coinages under Augustus », Revue numismatique, 6e série, t. 7,‎ 1965, p. 94-109 (lire en ligne)
- Carol Humphrey Vivian Sutherland (trad. S. de Roquefeuil), Monnaies romaines, Fribourg (Suisse), Bibliothèque des arts, 1974, 310 p.
- (en) Michael Crawford, Roman republican coinage, t. II, Cambridge, 1974
- Georges Depeyrot, La Monnaie romaine : 211 av. J.-C. - 476 apr. J.-C., Paris, Éditions Errance, 2006, 212 p. (ISBN 978-2-87772-330-5, BNF 40176090)

### Ouvrages généralistes
- Stéphane Bourdin et Catherine Virlouvet, Rome, naissance d'un empire : De Romulus à Pompée, 753-70 av. J.-C., Belin, coll. « Mondes anciens », 2021, 800 p. (ISBN 978-2-7011-6495-3).
- Georges Hacquard, Guide romain antique, Hachette, 2005, 50e éd. (1re éd. 1952), 224 p. (ISBN 978-2-01-000488-9)
- Marcel Le Glay, Rome, grandeur et déclin de la république, Perrin, 1990, 406 p. (ISBN 978-2-262-00751-5)